# Terria
Terria ist das vierte Studioalbum des kanadischen Musikers Devin Townsend. Das Album wurde im August 2001 auf Townsends Label HevyDevy Records veröffentlicht. Es konnte sich lediglich in Frankreich auf Platz 125 der Albumcharts und in Japan auf Platz 81 der Oricon-Charts platzieren.

## Hintergrund
Townsend hatte das Gefühl, dass er mit seinem vorhergehenden 2000er Album Physicist viele Fans vor den Kopf gestoßen hatte und beschloss, ein persönlicheres und ehrlicheres Album zu machen. Die Idee kam Townsend, als er eines Morgens mit seiner Band durch Kanada fuhr und beschloss, ein introspektives Album zu schreiben und es seinem Heimatland zu widmen. Das Songwriting fand während der Sommermonate 2000 in Vancouver statt. Townsend produzierte mit Terria ein Album wie ein „stark illustrierter Bewusstseinsstrom“. An den Aufnahmen waren Gene Hoglan am Schlagzeug, Craig McFarland am Bass und Jamie Meyer am Keyboard beteiligt. Das Artwork stammt von Travis Smith, der bereits für Psychotic Waltz, Iced Earth und Opeth gearbeitet hatte.

## Musik
Terria wurde als „melodisch und atmosphärisch“ mit Elementen aus dem Pop-Rock und Ambient gepaart mit der für Townsend typischen Härte beschrieben. Terria verarbeitet musikalische Themen Townsends früherer Alben wie auf Ocean Machine: Biomech. Trotzdem ist es verhaltener und „nutzt die Stille als Teil der Musik“. Townsend nannte Weens White Pepper als Inspiration für das Album.

## Veröffentlichung
Terria erschien im August 2001 bei Townsends Independentlabel HevyDevy Records. In Kanada wird es von HevyDevy, in Japan von Sony und in Europa und Nordamerika von InsideOut vertrieben. Eine limitierte Doppel-CD-Version wurde ebenso veröffentlicht, die neben dem Bonus-Track Universal einen Multimedia-Teil mit Filmmaterial eines Devin-Townsend-Konzerts in Japan sowie Audiokommentar zum Album enthielt

## Kritiken
Sputnikmusic gab dem Album vier Sterne und beschrieb Terria als „kein perfektes Album, aber gewaltig und, wenn man es zulässt, fesselnd“. Michael Edele vom Onlinemagazin laut.de charakterisiert das Album als an „ma[n]chen Stellen … verdammt sperrig“, Townsend kümmere sich nicht um gängige Songstrukturen und Terria sei an „Intensivität schwer zu schlagen“. Michael Rensen vom Musikmagazin Rock Hard meint, dass Devin Townsend „mit einem perfekten Gespür für Atmosphäre, Dynamik und Stimmungsbögen sein Heimatland Kanada und gleichzeitig sein hektisches Innenleben“ vertont habe. Wie auch Michael Edele von laut.de zieht er Parallelen zur US-amerikanischen Progressive-Metal-Band Tool.

## Titelliste
Alle Titel wurden von Devin Townsend geschrieben.
1. Olives – 3:21
2. Mountain – 6:32
3. Earth Day – 9:35
4. Deep Peace – 7:34
5. Canada – 6:53
6. Down and Under – 3:43
7. The Fluke – 7:16
8. Nobody's Here – 6:54
9. Tiny Tears – 9:12
10. Stagnant – 5:25
11. Humble (Hidden Track) – 5:30